# منتدى الإعلام العربي
منتدى الإعلام العربي هو حدث سنوي يقام بمدينة دبي بدولة الإمارات العربية المتحدة، ويعد أحد أبرز مشاريع نادي دبي للصحافة. انطلق المنتدى في عام 2001، بإشراف وإدارة محمد القرقاوي وزير شؤون مجلس الوزراء في دولة الإمارات، المدير العام لسلطة منطقة دبي الحرة للتكنولوجيا والتجارة الإلكترونية والإعلام آنذاك. منذ تأسيسه كمنصة للحوار الإعلامي، أصبح المنتدى من أهم المبادرات التي شهدها قطاع الإعلام في المنطقة العربية حيث يَمثًل ساحة لمناقشة أهم القضايا المعنيّة بواقع ومستقبل الإعلام في العالم العربي. يستقطب المنتدى سنوياً نخبة من أبرز خبراء وقيادات العمل الإعلامي والمعنيين به من مختلف أنحاء المنطقة العربية والعالم.حيث يشارك فيه أكثر من 3000 إعلامي وإعلامية من أبرز الصحف ووكالات الأنباء و المؤسسات الإعلامية ويتم من خلال المنتدى تكريم الفائزين بجوائز الصحافة العربية وأهمها «جائزة رواد التواصل الاجتماعي العرب» وجائزة الإعلام العربي (سابقاً: جائزة الصحافة العربية)
يواجه الإعلام في العالم العربي تحديات عديدة مثل الرقابة الحكومية، وضعف التمويل، والتضييق على الصحفيين المستقلين.

## الأهداف
ويهدف المنتدى إلى فتح قنوات الحوار بين الإعلاميين من العالمين العربي والغربي لتعزيز التفاهم بين مختلف المدارس الفكرية في العالم.

## الجوائز
- أفضل موقع إلكتروني متميز في مجال العرض الاستراتيجي للمحتوى، والأرشفة الشاملة للمعلومات، ساميت للإعلام الناشئ 2012[6]

## وصلات خارجية
- الموقع الرسمي للمنتدى